# Eyne
Eyne är en kommun i departementet Pyrénées-Orientales i regionen Occitanien i södra Frankrike. Kommunen ligger i kantonen Saillagouse som tillhör arrondissementet Prades. År 2022 hade Eyne 149 invånare.

## Befolkningsutveckling
Antalet invånare i kommunen Eyne
| Referens: INSEE |